# Georg Anton Friedrich Ast
Georg Anton Friedrich Ast (Gotha, 29 dicembre 1778 – Monaco di Baviera, 31 dicembre 1841) è stato un filosofo e filologo classico tedesco.
È principalmente conosciuto come specialista di Platone, un autore che studiò per 25 anni pubblicando:
- un'edizione delle opere complete di Platone con una traduzione in latino e dei commentari (1819-32). Contrariamente alla tradizione giudicò apocrifi dei Dialoghi platonici il Primo e il Secondo Alcibiade, lo Ione e Le leggi,
- un Lexicon platonicum (1834-39),
- la Vita e gli scritti di Platone (1816), in tedesco.[1]

## Biografia
Frequentò il Gimnasium di Gotha dove ricevette un ottimo insegnamento da docenti di greco e latino. Si iscrisse nel 1798 all'università di Jena dove conobbe Friedrich Schlegel e altri rappresentanti della cultura romantica. Dopo la laurea nel 1802 fu assistente professore di filologia e filosofia a Jena. Dal 1805 al 1826 insegnò estetica nell'università di Landshut dove scrisse le opere relative ai Dialoghi platonici e da dove venne trasferito all'università di Monaco dove rimase sino all'anno della morte. Fece parte dell'Accademia Bavarese delle Scienze.
Ad Ast si deve una prima elaborazione del cosiddetto circolo ermeneutico per il quale si esplica un movimento circolare della interpretazione che consiste nel muovere dalle parti che compongono il testo da interpretare al tutto e, viceversa, dal tutto alle parti.
Ast era convinto che la storia della filosofia è da considerarsi come parte della storia universale per cui cercò gli inizi della filosofia non tanto nei filosofi greci quanto nell'antico Oriente.

## Opere
- Grundriß einer Geschichte der Philosophie. Thomann, Landshut 1807, Digitalizzato, (2., vermehrte und verbesserte Auflage. ebenda 1825, Digitalizzato).
- Grundlinien der Grammatik, Hermeneutik und Kritik. Thomann, Landshut 1808, Digitalizato.
- Grundriß der Philologie. Krüll, Landshut 1808, Digitalizzato.
- Platon's Leben und Schriften. Ein Versuch, im Leben wie in den Schriften des Platon das Wahre und Aechte vom Erdichteten und Untergeschobenen zu scheiden, und die Zeitfolge ächten Gespräche zu bestimmen. Weidmann, Leipzig 1816, Digitalizzato.
- Hauptmomente der Geschichte der Philosophie Weber, München 1829, Digitalizzato.
- Lexicon Platonicum sive vocum Platonicarum index. 3 Bände. Weidmann, Leipzig 1835–1839.